# Paul Jesson
Paul Jesson (* Christchurch, 14 de enero de 1955). Fue un ciclista neozelandés, profesional entre 1979 y 1980, cuyo mayor éxito deportivo lo logró en la Vuelta a España, donde conseguiría 1 victoria de etapa en su edición de 1980. 

## Palmarés
| 1980 - 1 etapa en la Vuelta a España |